# I'm New Here
I'm New Here è l'ottavo album solista dell'artista statunitense Gil Scott-Heron, pubblicato nel 2010.
Al 14 febbraio 2010 ha venduto 3 900 copie nel mercato degli Stati Uniti.
| Recensione          | Giudizio |
| ------------------- | -------- |
| AllMusic            | [ 1 ]    |
| Robert Christgau    | *        |
| The Daily Telegraph | [ 4 ]    |
| The Guardian        | [ 5 ]    |
| The Independent     | [ 6 ]    |
| NME                 | [ 7 ]    |
| Pitchfork           | [ 8 ]    |
| Q                   | [ 9 ]    |
| Rolling Stone       | [ 10 ]   |
| Slant Magazine      | [ 11 ]   |
| Spin                | [ 12 ]   |

## Tracce
1. On Coming from a Broken Home (Part 1) – 2:20 (testo: Gil Scott-Heron)
2. Me and the Devil – 3:33 (testo: Robert Johnson)
3. I'm New Here – 3:33 (testo: Bill Callahan)
4. Your Soul and Mine – 2:02 (testo: Richard Russell, Scott-Heron)
5. Parents (Interlude) – 0:18 (testo: Scott-Heron)
6. I'll Take Care of You – 2:58 (testo: Brook Benton)
7. Being Blessed (Interlude) – 0:12 (testo: Scott-Heron)
8. Where Did the Night Go – 1:14 (testo: Scott-Heron)
9. I Was Guided (Interlude) – 0:14 (testo: Scott-Heron)
10. New York Is Killing Me – 4:29 (testo: Scott-Heron)
11. Certain Things (Interlude) – 0:08 (testo: Scott-Heron)
12. Running – 2:00 (testo: Russell, Scott-Heron)
13. The Crutch – 2:44 (testo: Russell, Scott-Heron)
14. I've Been Me (Interlude) – 0:16 (testo: Scott-Heron)
15. On Coming from a Broken Home (Part 2) – 2:15 (testo: Scott-Heron)

Tracce bonus nella limited edition
1. Piano Player (Intro) – 0:24 (testo: Scott-Heron)
2. Home Is Where the Hatred Is – 3:20 (testo: Scott-Heron)
3. Winter in America – 5:33 (testo: Scott-Heron)
4. Jazz (Interlude) – 3:24 (testo: Scott-Heron)
5. Is That Jazz – 4:35 (testo: Scott-Heron)
6. A Place to Go (Interlude) – 0:49 (testo: Scott-Heron)
7. My Cloud – 3:55 (testo: Scott-Heron)

## Classifiche
| Classifica (2010)         | Posizione massima |
| ------------------------- | ----------------- |
| Belgio (Fiandre)          | 62                |
| Francia                   | 100               |
| Grecia                    | 19                |
| Paesi Bassi               | 88                |
| Regno Unito               | 39                |
| UK R&B                    | 6                 |
| US Independent Albums     | 28                |
| US Jazz Albums            | 5                 |
| US Top R&B/Hip-Hop Albums | 38                |
| Svizzera                  | 97                |